# I-Fly
I-Fly est une compagnie aérienne russe assurant des vols charters pour le compte du voyagiste TEZ tour.
La compagnie figure depuis 2022 sur la liste des compagnies aériennes interdites d'exploitation dans l'Union européenne.

## Histoire
Après obtention de son certificat de transporteur aérien, la compagnie a assuré son premier vol le 4 décembre 2009.

## Destinations
Les vols sont principalement assurés au départ de l'aéroport Vnoukovo à Moscou à destination des pays de la CEI, d'Europe de l'Est et la Chine.

## Flotte
En octobre 2020, la flotte d'I-Fly était composée de 10 appareils d'une moyenne d'âge de 17,3 ans :

## Galerie photos

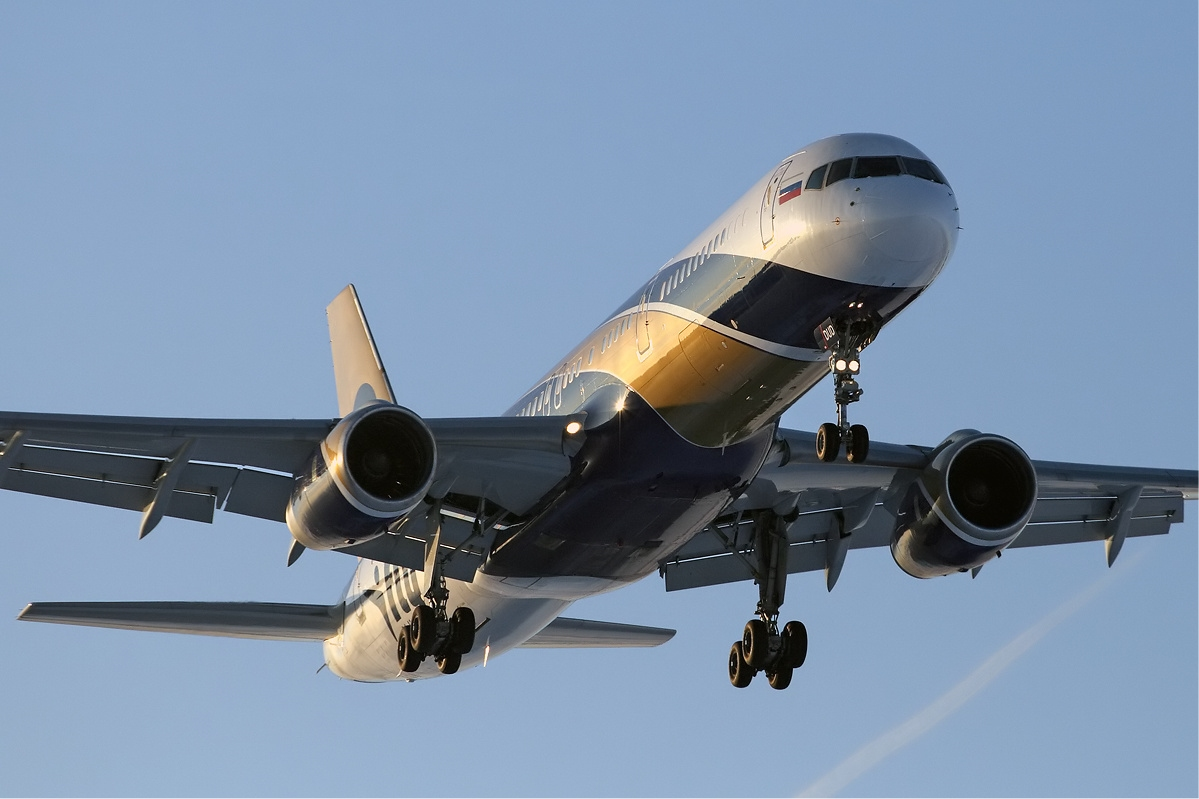
Boeing 757 de la compagnie
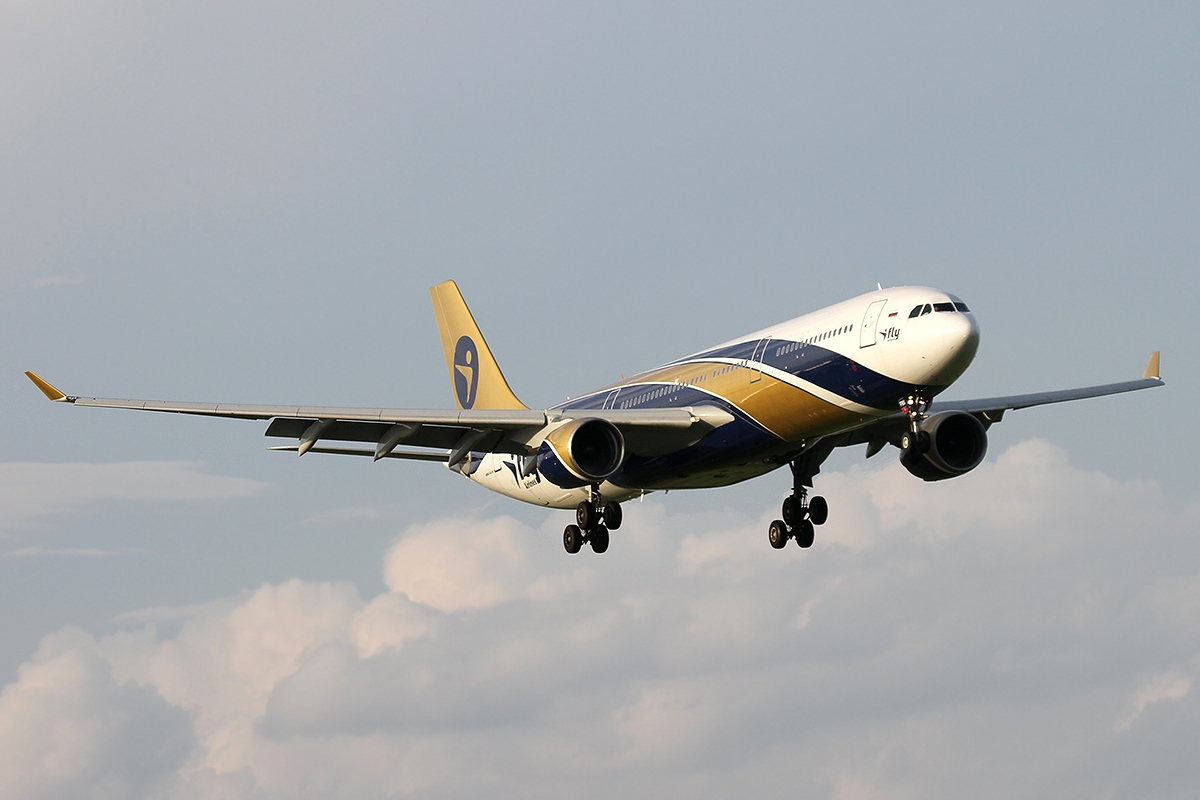
Airbus A330-322, I-Fly Airlines
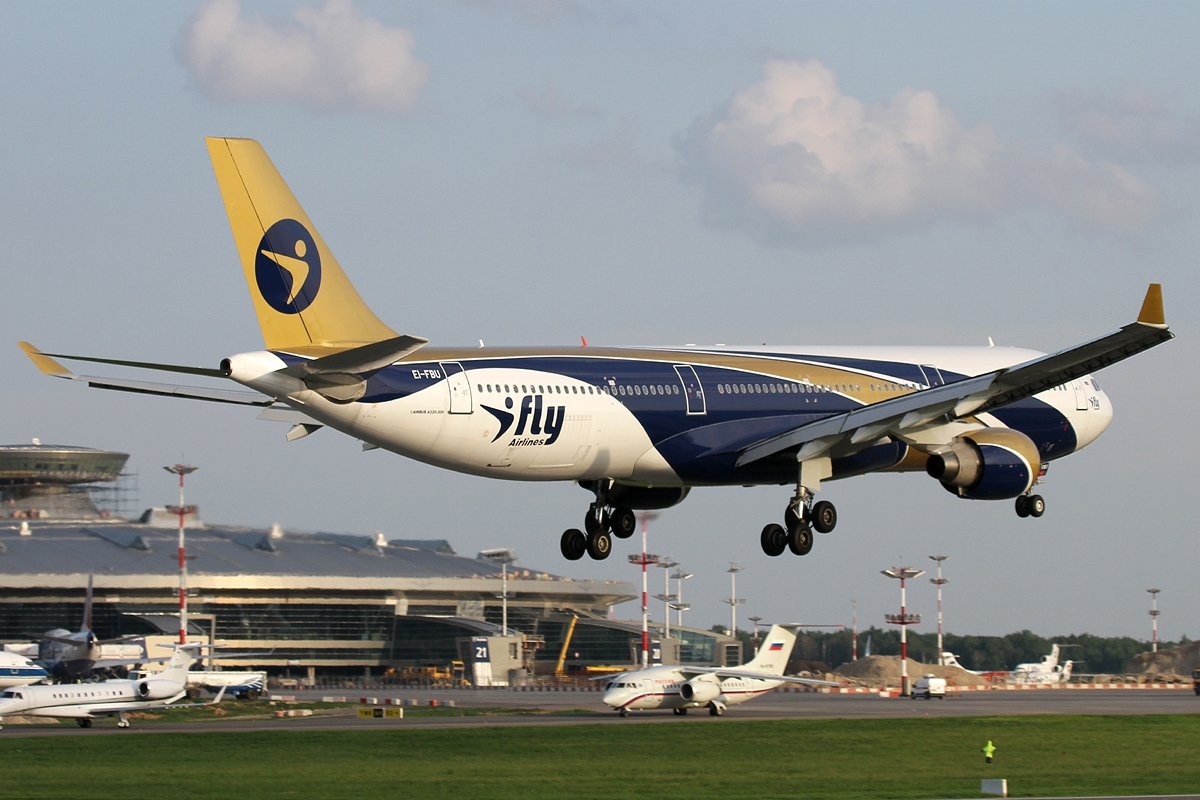
Airbus A330-322, I-Fly Airlines
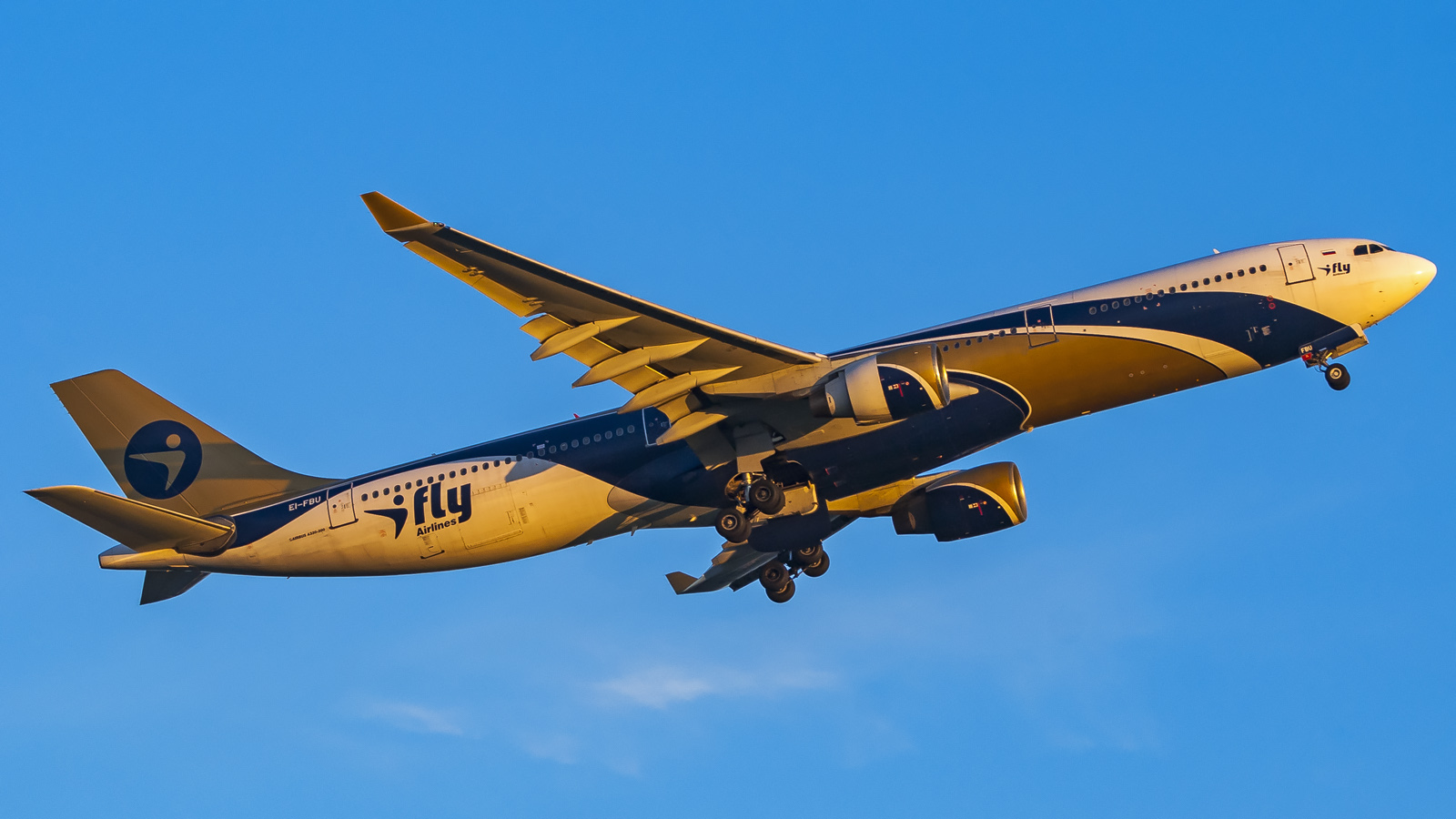
A330-300 au décollage
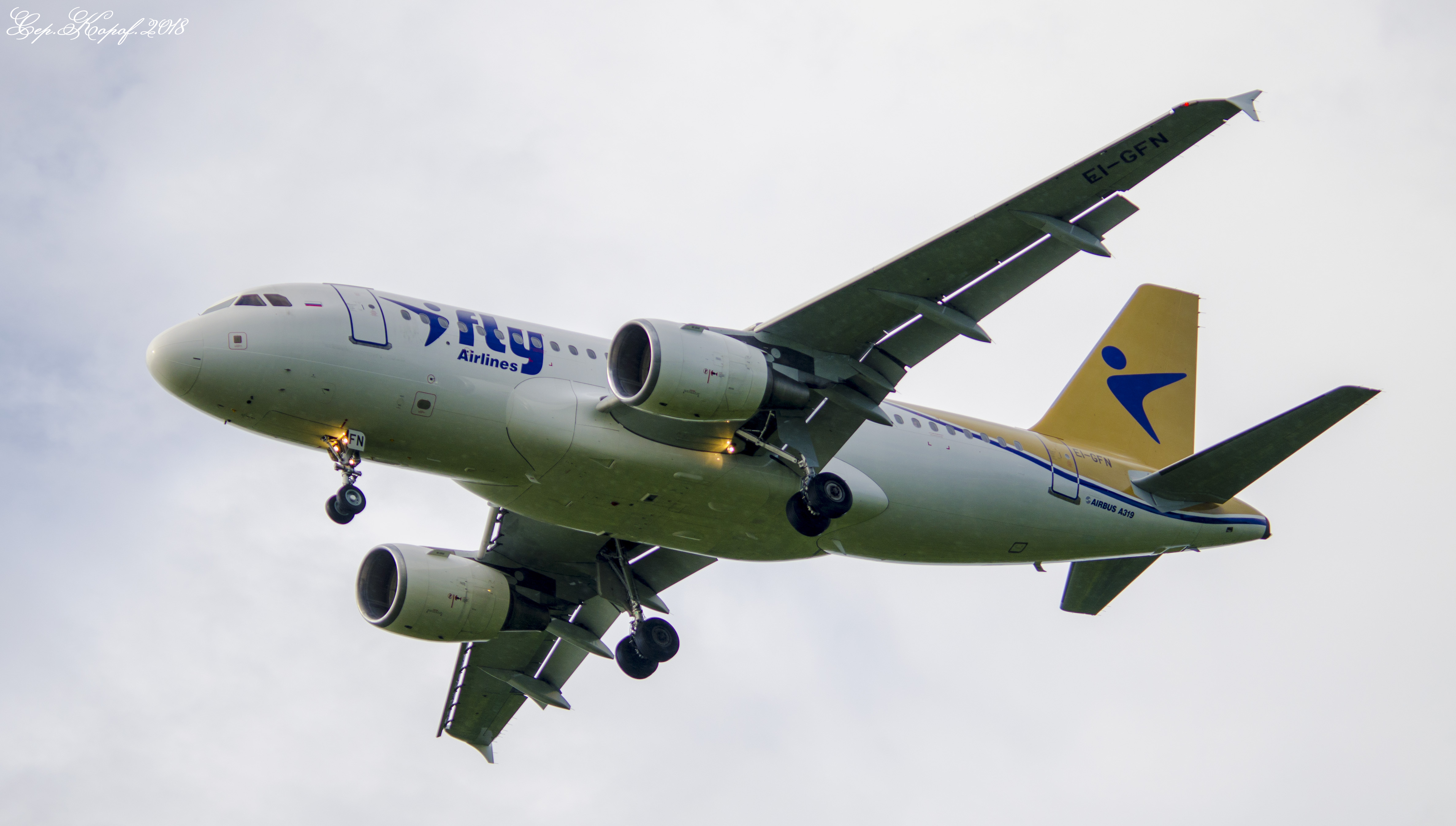
A319 de la compagnie